# Литвин, Дмитрий Андреевич
Дмитрий Андреевич Литвин (укр. Дмитро Андрійович Литвин; 21 ноября 1996, Мироновка, Киевская область, Украина) — украинский футболист, центральный защитник азербайджанского клуба «Сабаил».

## Биография
Воспитанник киевских футбольных школ «Динамо» и «Арсенал». В 2012 году перешёл в харьковский «Металлист», где сначала играл за команду до 19 лет и был в ней капитаном, а потом стал выступать за дублирующий состав. Всего за два сезона в молодёжном первенстве провёл за харьковчан 29 матчей и забил два гола.
В августе 2015 года перешёл в португальский клуб второго дивизиона «Авеш», но сыграл за него только один матч. В сезоне 2016/17 играл за «Фафе», с которым занял место в зоне вылета из второго дивизиона, а осенью 2017 года играл за дебютанта второго дивизиона «Реал» (Келуш). В обоих клубах был игроком основного состава.
В начале 2018 года вернулся на Украину и присоединился к луганской «Заре». Дебютный матч в чемпионате Украины сыграл 15 апреля 2018 года против «Ворсклы». В «Заре» футболист не смог закрепиться в основном составе, сыграв только 13 матчей в высшей лиге за два года. В начале 2020 года перешёл в донецкий «Олимпик». В декабре 2020 года стало известно, что защитник перешёл в российский клуб ФНЛ «Акрон» (Тольятти). Сезон 2021/22 игрок начинал в хабаровском «СКА». В конце февраля 2022 года он расторг контракт с «армейцами» и оформил однолетнюю сделку с фарерским клубом «КИ».
Сыграл один матч за молодёжную сборную Украины.